# An Education
An Education (también conocida como Enseñanza de vida) es una película británica de 2009 dirigida por Lone Scherfig. El guion, escrito por Nick Hornby, está basado en un artículo autobiográfico que la periodista británica Lynn Barber publicó en la revista literaria Granta. La historia se desarrolla en el Londres de comienzos de 1960 y narra la relación amorosa entre Jenny (Carey Mulligan), una estudiante adolescente que sueña con ir a la Universidad de Oxford, y David (Peter Sarsgaard), un hombre veinte años mayor que ella. La película se estrenó el 19 de enero de 2009 en el Festival de Cine de Sundance.

## Argumento
Tras un ensayo de una orquesta juvenil, una brillante y hermosa estudiante, Jenny, es llevada a su casa por un encantador hombre mayor, David Goldman. Los dos establecen una relación que incluye al socio de negocios de David, Danny, y a su amante, Helen. David encanta a los padres de Jenny, lo que le permite llevarla a los conciertos, clubes de jazz e, incluso, a París. 
Jenny se entera de que David y Danny roban cosas de casas en venta. También descubre que David gana dinero por trasladar a familias negras a pisos cerca de mujeres mayores que tienen miedo de ellos, para así poder comprar los pisos que ellas dejan baratos. Ante el descubrimiento de esto, Jenny se horroriza y amenaza con terminar la relación, pero al final encuentra su nueva vida tan apasionante que mira más allá de este lado más oscuro. 
Después de ver bailar a Jenny con Danny y preocupado al ver que a Jenny puede interesarle otro hombre, David propone matrimonio a toda prisa a Jenny. Su padre está de acuerdo con el compromiso y Jenny abandona la escuela sin tener acabado el bachillerato. A Helen parece gustarle, pero a Danny no mucho y David promete mantenerlo alejado para evitar que Danny le quite a Jenny. Buscando cigarrillos en la guantera del coche de David, Jenny encuentra un montón de cartas dirigidas al "Sr. y la Sra. David Goldman". Como David no da la cara, le toca a Jenny contar a sus padres que ya está casado. La directora se niega a permitir que repita el último año de la escuela, por lo que Jenny va a la casa de su maestra favorita, que la ayuda a pasar el bachillerato. Finalmente es aceptada para estudiar Literatura Inglesa en Oxford, que era lo que deseaba antes de conocer a David. 

## Reparto
| Actor           | Personaje       | Notas                                    |
| --------------- | --------------- | ---------------------------------------- |
| Carey Mulligan  | Jenny Mellor    |                                          |
| Peter Sarsgaard | David Goldman   |                                          |
| Dominic Cooper  | Danny           | Amigo y socio de David                   |
| Rosamund Pike   | Helen           | Novia de Danny                           |
| Alfred Molina   | Jack Mellor     | Padre de Jenny                           |
| Cara Seymour    | Marjorie Mellor | Madre de Jenny                           |
| Emma Thompson   | Miss Walters    | Directora de la escuela                  |
| Olivia Williams | Miss Stubbs     | Profesora                                |
| Sally Hawkins   | Sarah Goldman   | Esposa de David                          |
| Matthew Beard   | Graham          | Compañero de Jenny en la banda de música |
| Ellie Kendrick  | Tina            | Amiga de la escuela de Jenny             |

## Premios

### Premios Oscar[3]
| Año  | Categoría            | Persona        | Resultado |
| ---- | -------------------- | -------------- | --------- |
| 2010 | Mejor Película       | Mejor Película | Candidata |
| 2010 | Mejor Actriz         | Carey Mulligan | Candidata |
| 2010 | Mejor Guion Adaptado | Nick Hornby    | Candidato |

### Premios BAFTA[4]
| Año  | Categoría                     | Persona                  | Resultado |
| ---- | ----------------------------- | ------------------------ | --------- |
| 2009 | Mejor Película                | Mejor Película           | Candidata |
| 2009 | Mejor Película Británica      | Mejor Película Británica | Candidata |
| 2009 | Mejor Director                | Lone Scherfig            | Candidata |
| 2009 | Mejor Actriz                  | Carey Mulligan           | Ganadora  |
| 2009 | Mejor Actor de Reparto        | Alfred Molina            | Candidato |
| 2009 | Mejor Guion Adaptado          | Nick Hornby              | Candidato |
| 2009 | Mejor Diseño de Vestuario     | Odile Dicks-Mireaux      | Candidata |
| 2009 | Mejor Maquillaje y Peluquería | Lizzie Yianni Georgiou   | Candidata |

### Globos de Oro
| Año  | Categoría            | Película       | Resultado |
| ---- | -------------------- | -------------- | --------- |
| 2009 | Mejor Actriz - Drama | Carey Mulligan | Candidata |

### Premios del Sindicato de Actores
| Año  | Categoría     | Película       | Resultado |
| ---- | ------------- | -------------- | --------- |
| 2009 | Mejor Reparto | Mejor Reparto  | Candidato |
| 2009 | Mejor Actriz  | Carey Mulligan | Candidato |